# Dent de Jaman
Dent de Jaman är en bergstopp i Schweiz. Den ligger i distriktet Riviera-Pays-d'Enhaut och kantonen Vaud, i den sydvästra delen av landet, 70 km sydväst om huvudstaden Bern. Toppen på Dent de Jaman är 1 874 meter över havet.